# Maisons rue d'Italie
 (août 2021).
Les maisons rue d'Italie sont des habitations unifamiliales situées en rue d'Italie à Charleroi (Belgique). Elles sont conçues en 1935 par l'architecte Paul Delvaux.

## Architecture
Ces deux logements conçus par l'architecte Paul Delvaux dans le style moderniste se caractérisent par la symétrie de la façade. Les principaux matériaux utilisés pour la composition sont la brique, le béton blanc et la pierre bleue pour le soubassement. Un bandeau de béton blanc est utilisé pour délimiter le rez-de-chaussée. Les deux portes d'entrée sont centrales et couvertes par un auvent commun en béton blanc. Le premier et le deuxième étage ont une composition similaire, caractérisée par 4 travées polygonales où s'étendent des bow-windows. Pour souligner la verticalité de ces éléments, les briques sont posées en boutisse. Un bandeau de béton blanc et un cadre rectiligne séparent la façade avec le toit et ses lucarnes,.